# Prix Jan-Długosz
Le prix Jan-Długosz (Nagroda im. Jana Długosza) est un prix littéraire polonais décerné annuellement depuis 1998 durant la Foire du livre de Cracovie.  
Il récompense des œuvres écrites par un auteur polonais qui apportent une contribution significative au développement de la science et de la culture, ayant été publiées dans l'année précédant l'attribution du prix. 
Les œuvres sélectionnées doivent répondre à des critères de clarté et d'excellence linguistique et doivent viser à atteindre non seulement des universitaires, mais aussi un large cercle de lecteurs en permettant l'ouverture d'un débat public plus large, contribuant à renforcer leur conscience historique et culturelle.
Le gagnant reçoit un prix en espèces et une statuette originale du sculpteur Bronisław Chromy.

## Les lauréats
| Année | Lauréat                                            | Titre                                                                             | Source |
| ----- | -------------------------------------------------- | --------------------------------------------------------------------------------- | ------ |
| 1998  | Barbara Skarga (pl)                                | Tożsamość i różnica. Eseje metafizyczne                                           | [ 1 ]  |
| 1999  | Mieczysław Tomaszewski (pl)                        | Chopin. Człowiek, Dzieło, Rezonans                                                | [ 2 ]  |
| 2000  | Eugeniusz Cezary Król (pl)                         | Propaganda i indoktrynacja narodowego socjalizmu w Niemczech 1919-1945            | [ 3 ]  |
| 2001  | Stefan Swieżawski (pl)                             | Dzieje europejskiej filozofii klasycznej                                          | [ 4 ]  |
| 2002  | Jan Błoński                                        | Witkacy                                                                           | [ 5 ]  |
| 2003  | Teresa Kostkiewiczowa (pl)                         | Polski wiek świateł. Obszary swoistości                                           | [ 6 ]  |
| 2004  | Wacław Hryniewicz (pl)                             | Nadzieja uczy inaczej                                                             | [ 7 ]  |
| 2005  | Mirosława Marody (pl) et Anna Giza-Poleszczuk (pl) | Przemiany więzi społecznych                                                       | [ 8 ]  |
| 2006  | Piotr Piotrowski (pl)                              | Awangarda w cieniu Jałty. Sztuka w Europie Środkowo-Wschodniej w latach 1945-1989 | [ 9 ]  |
| 2007  | Jerzy Strzelczyk (pl)                              | Zapomniane narody Europy                                                          | [ 10 ] |
| 2008  | Stanisław Mossakowski (pl)                         | Kaplica Zygmuntowska 1515-1533                                                    | [ 11 ] |
| 2009  | Teresa Chylińska (pl)                              | Karol Szymanowski i jego epoka                                                    | [ 12 ] |
| 2010  | Mieczysław Nurek (pl)                              | Gorycz zwycięstwa                                                                 | [ 13 ] |
| 2011  | Hanna Świda-Ziemba (pl)                            | Młodzież PRL. Portrety pokoleń w kontekście historii.                             | [ 14 ] |
| 2012  | Andrzej Friszke (pl)                               | Czas KOR-u. Jacek Kuroń a geneza Solidarności.                                    | [ 15 ] |
| 2013  | Jerzy Holzer (pl)                                  | Europa Zimnej Wojny                                                               | [ 16 ] |
| 2014  | Grzegorz Niziołek (pl)                             | Polski teatr Zagłady                                                              | [ 17 ] |
| 2015  | Michał Głowiński (pl)                              | Rozmaitości interpretacyjne. Trzydzieści szkiców                                  | [ 18 ] |
| 2016  | Anna Machcewicz (pl)                               | Bunt. Strajki w Trójmieście. Sierpień 1980                                        | [ 19 ] |
| 2017  | Przemysław Czapliński (pl)                         | Poruszona mapa                                                                    | [ 20 ] |
| 2018  | Monika Bobako (pl)                                 | Islamofobia jako technologia władzy. Studium z antropologii politycznej           | [ 21 ] |
| 2019  | Joanna Tokarska-Bakir (pl)                         | Pod klątwą: społeczny portret pogromu kieleckiego Tom I                           | [ 22 ] |
| 2020  | Michał Roch Kaczmarczyk (pl)                       | Aporia wolności. Krytyka teorii społecznej                                        | [ 23 ] |
| 2021  | Zbigniew Mentzel (pl)                              | Kołakowski. Czytanie świata. Biografia                                            | [ 24 ] |
| 2022  | Rafał Matyja (pl)                                  | Miejski grunt. 250 lat polskiej gry z nowoczesnością                              | [ 24 ] |
| 2023  | Konstanty Gebert (en)                              | Ostateczne rozwiązania. Ludobójcy i ich dzieło                                    | [ 24 ] |

## Le jury
Le jury se compose en 2020 des personnalités suivantes :
- Władysław Stróżewski (pl), ancien doyen de la faculté de philosophie de l'université Jagellonne, phénoménologue disciple de Roman Ingarden (président)
- Andrzej Mączyński (pl), professeur émérite à la faculté de droit de l'université Jagellonne, membre honoraire du Tribunal constitutionnel, membre de l'Académie polonaise des sciences et de l'Académie des arts et des sciences
- Ryszard Nycz (pl), chef de la chaire d'anthropologie de la littérature de l'université Jagellonne, membre de l'Académie polonaise des sciences, membre correspondant de l'Académie des arts et des sciences
- Jan Ostrowski, historien de l'art, professeur à l'université Jagellonne, directeur des collections nationales d'art (pl) du château royal du Wawel, président de l'Académie des arts et des sciences
- Leszek Polony (pl), musicologue, ancien vice-recteur de l'Académie de musique de Cracovie
- Piotr Sztompka (pl), sociologue, professeur à la faculté de philosophie de l'université Jagellonne, membre de l'Académie polonaise des sciences, de l'Académie des arts et des sciences, de l'Academia Europaea et de l'Académie américaine des arts et des sciences